# 23583 Křivský
(23583) Křivský, denumire internațională (23583) Krivsky, este un asteroid din centura principală de asteroizi.

## Descriere
23583 Křivský este un asteroid din centura principală de asteroizi. A fost descoperit pe 22 septembrie 1995 la Observatorul din Ondřejov de Lenka Šarounová. Asteroidul prezintă o orbită caracterizată de o semiaxă mare de 2,48 ua, o excentricitate de 0,20 și o înclinație de 4,1° în raport cu ecliptica.